# 花堂站
花堂站（日语：／ Hanando Eki */?）是位於福井縣福井市花堂北一丁目，福井鐵道福武線的電車站。車站編號為F17。
JR線也有名為越前花堂站的車站，位於本站東邊。由於本站較早啟用，當時的國鐵將該站冠上舊令制國名「越前」以茲識別。

## 車站構造

### 站房
以混凝土建成的單層站房，再配以鐵皮及鐵架搭成的上蓋覆蓋。大堂內有已停用的售票櫃臺。
車站附近設有泊車轉乘專用的停車場。

### 月台
設有側式月台兩座。曾經此站設有貨運業務的時代，當時設有2面4線月台。在相對式月台後方和車站北邊的平交道附近曾經設有專用線的遺蹟。
此站向武生新一方為單線。在車站南線的轉轍器處設有隧道形狀的雪屋覆蓋著。
| 月台                      | 路線                   | 上下行 | 方向                                                                 |
| ------------------------- | ---------------------- | ------ | -------------------------------------------------------------------- |
| 福井方向 （車站大樓一方） | ■福武線 （鳳凰田原線） | 下行   | 福井站、田原町、 經越前鐵道■三國蘆原線前往福大前西福井、鷲塚針原方向 |
| 武生方向 （東邊）         | ■福武線 （鳳凰田原線） | 上行   | 武生新方向                                                           |

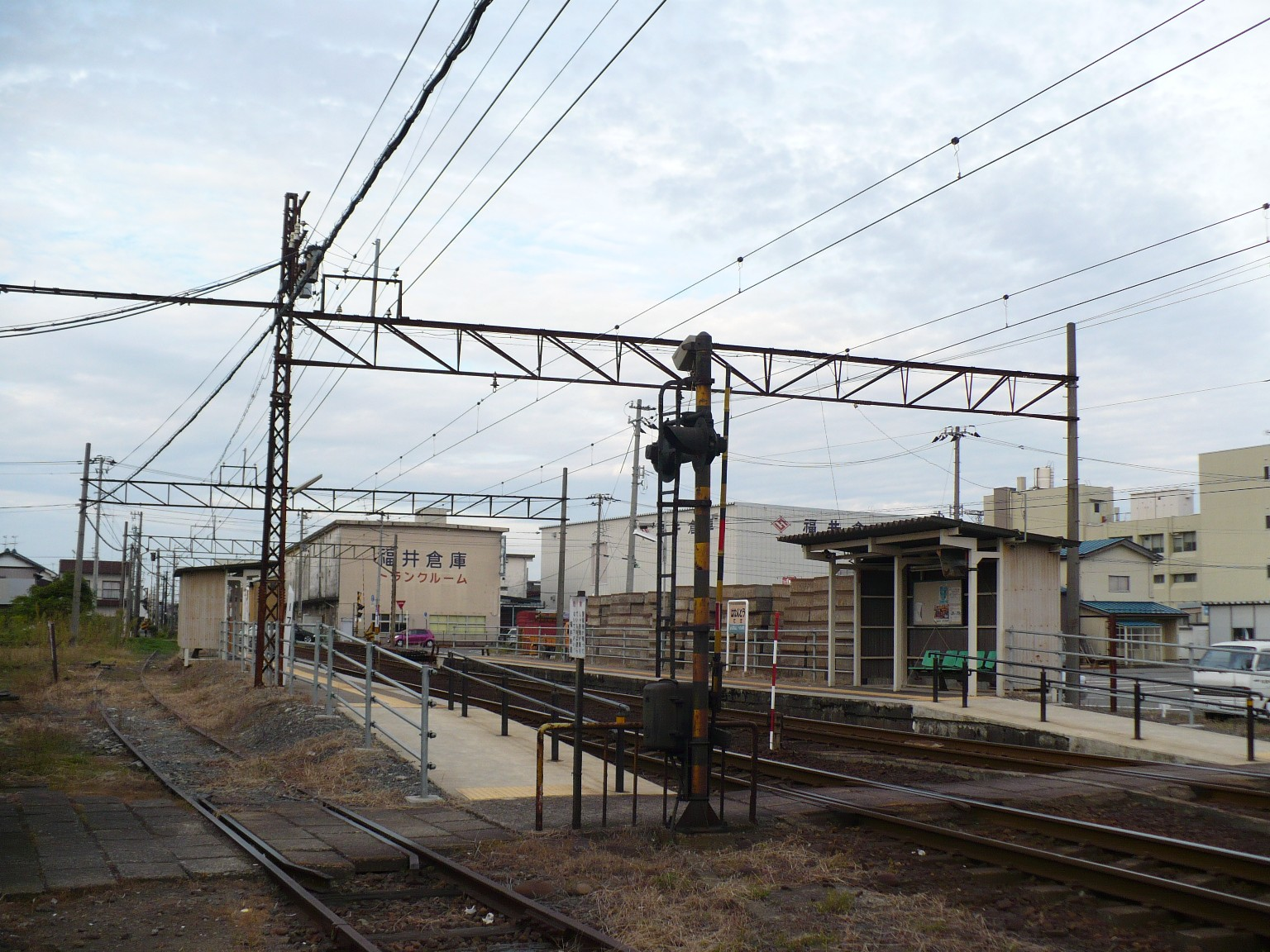
月台（2007年10月13日）
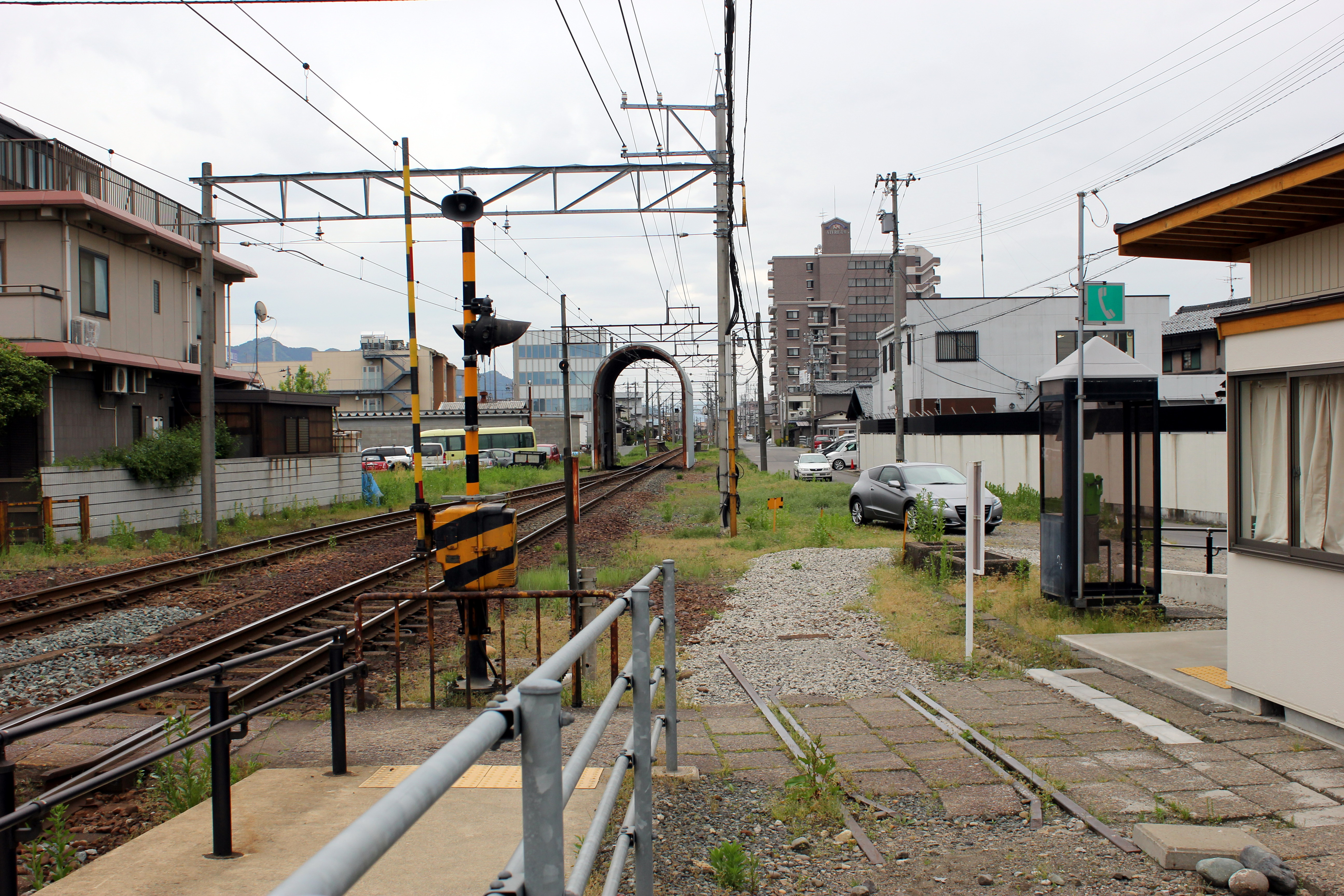
望向鯖江方向。當中可看見平交道與側線的遺蹟。月台外邊變成了停車場。（2013年5月19日）

## 歷史

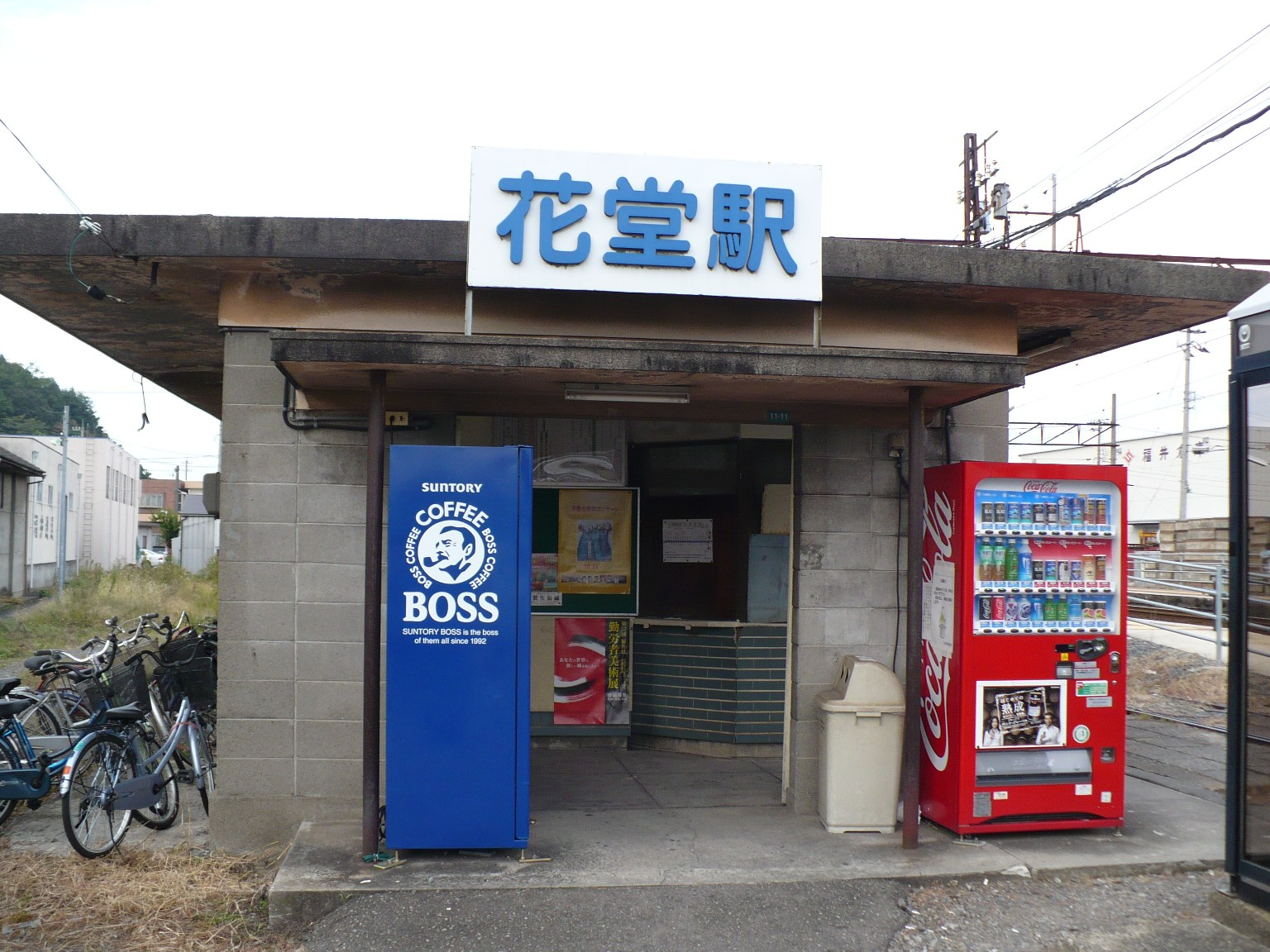
翻新前的站房（2007年10月13日）

- 1925年7月26日：福武電氣鐵道兵營站（現時：神明站）至此站之間開通[1][2]，此站啟用。
- 1945年8月1日：福井鐵道成立，成為福井鐵道的車站[3]。
- 1950年7月：此站向福井新一方雙線化。
- 1977年：結束貨運業務。
- 1977年9月1日：改為無人車站。
- 2024年10月11日：可使用ICOCA及全國通用IC卡付款[4][5]。

## 使用狀況
根據國土交通省「國土數值情報」，以下為1日平均上下車人次：
| 上落車人次變化 | 上落車人次變化 |
| 年度           | 1日平均人次    |
| -------------- | -------------- |
| 2004           | 42             |
|                |                |
| 2007           | 32             |
|                |                |
| 2011           | 111            |
| 2012           | 102            |
| 2013           | 102            |
| 2014           | 102            |
| 2015           | 142            |
| 2016           | 56             |
| 2017           | 60             |
| 2018           | 68             |
| 2019           | 65             |
| 2020           | 46             |
| 2021           | 36             |
| 2022           | 53             |

## 車站周邊
附近向來設有許多運輸公司、倉庫和纖維相關工場。
在東南方約300米處設有JR西日本的越前花堂站，在東北方約400米處設有日本貨物鐵道（JR貨物）的南福井站。在西方設有南北走向的鳳凰通（福井縣道229號福井鯖江線，即舊國道8號），沿路上有許多商店。
在1970年代前，此站連接一些專用線前往附近的倉庫、染料公司和石油庫等地方。當時國鐵武生站設有聯絡線連接此站，貨運列車會經該聯絡線駛入福武線，再途經此站進入專用線。武生一方的上行月台後方側線設有福井倉庫的專用線。

## 相鄰車站
福井鐵道
■福武線（市內軌道線）
■急行、■區間急行
通過
■普通
貝爾前（F16）－花堂（F17）－紅十字前（F18）

## 外部連結
- 福井鐵道花堂站 （页面存档备份，存于）（日語）